# Китай на зимових Олімпійських іграх 1998
Китайська Народна Республіка брала участь у зимових Олімпійських іграх 1998, і завоювала вісім медалей.

## Медаліст
| Медаль | Спортсмен                                    | Вид спорту      | Дисципліна                |
| ------ | -------------------------------------------- | --------------- | ------------------------- |
| Срібло | Сюй Наньнань                                 | Фрістайл        | Жінки, акробатика         |
| Срібло | Ань Юйлун                                    | Шорт-трек       | Чоловіки, 500 м           |
| Срібло | Лі Цзяцзюнь                                  | Шорт-трек       | Чоловіки, 1000 м          |
| Срібло | Ян Ян (S)                                    | Шорт-трек       | Жінки, 500 м              |
| Срібло | Ян Ян (S)                                    | Шорт-трек       | Жінки, 1000 м             |
| Срібло | Ян Ян (A) Ян Ян (S) Ван Чуньлу Сунь Даньдань | Шорт-трек       | Жінки, естафета 3000 м    |
| Бронза | Лі Цзяцзюнь фен Кай Юань є Ань Юйлун         | Шорт-трек       | Чоловіки, естафета 5000 м |
| Бронза | Чень Лу                                      | Фігурне катання | Жінки                     |